# Halos & Horns
Halos & Horns è il trentanovesimo album in studio della cantante statunitense Dolly Parton, pubblicato il 9 luglio 2002 dalla Sugar Hill Records.

## Tracce
1. Halos and Horns – 3:31
2. Sugar Hill – 2:49
3. Not for Me – 3:18
4. Hello God – 2:57
5. If (Bread cover) – 3:17
6. Shattered Image – 3:26
7. These Old Bones – 5:35
8. What a Heartache – 4:15
9. I'm Gone – 5:04
10. Raven Dove – 3:34
11. Dagger Through the Heart – 3:51
12. If Only – 3:38
13. John Daniel – 5:00
14. Stairway to Heaven (Led Zeppelin cover) – 6:25